# هندوستان تایمز
هندوستان تایمز (انگلیسی: Hindustan Times) روزنامه هندی انگلیسی‌زبان است. مؤسس این روزنامه، سوندر-سینگ لیالپوری، رهبر جنبش آکالی و حزب شیرومانی آکالی دال در ایالت پنجاب در هند بود. این روزنامه در جریان جنبش استقلال‌طلبی هند به‌عنوان یک روزنامهٔ ملی‌گرا نقش مهمی ایفا کرد. در حال حاضر، شوبانا بارتیا مالک این روزنامه است. این روزنامه، نشریهٔ شاخص اچ‌تی مدیا (شرکت رسانه‌ای متعلق به خانوادهٔ ک.ک. بیرلا) است.

## تاریخچه، تیراژ

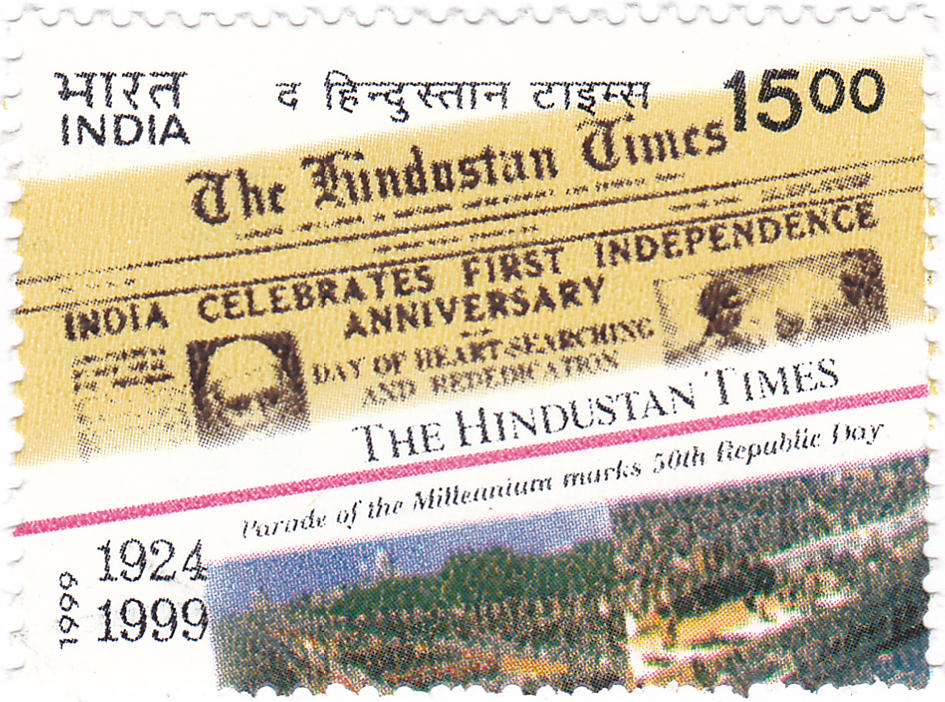
تصاویری از روزنامه هندوستان تایمز در سال ۱۹۹۹

هندوستان تایمز در حال حاضر یکی از پرتیراژترین روزنامه‌های هند است. بر اساس آمار، ۹۹۳۶۴۵ نسخه از این روزنامه تا ماه ماه نوامبر سال ۲۰۱۷ چاپ شده‌است. یک مقالهٔ روزنامه‌نگاری در سال ۲۰۱۴ اعلام کرد که هندوستان تایمز پس از تایمز هند، دومین روزنامهٔ پرفروش انگلیسی‌زبان در هند است. این روزنامه در شمال هند بسیار پرطرفدار است و در شهرهای دهلی نو، بمبئی، لکهنو، پتنه، رانچی و چندی‌گر به‌طور همزمان توزیع می‌شود.
این روزنامه قبلاً در ناگپور چاپ می‌شد و از سال ۲۰۰۶ تا کنون در جایپور چاپ می‌شود. این روزنامه هم‌چنین از سال ۲۰۰۴ یک بخش مربوط به جوانان نیز به‌طور جداگانه چاپ می‌کند. نسخهٔ کلکته این روزنامه از سال ۲۰۰۰ و نسخه بمبئی آن از ۱۴ ژوئیه ۲۰۰۵ چاپ می‌شود. روزنامه‌های خواهر هندوستان تایمز عبارت‌اند از مینت (روزنامهٔ بازرگانی انگلیسی)، هندوستان (روزنامه هندی‌زبان)، ناندان (ماه‌نامه‌ی کودکان) و کادامبانی (ماه‌نامهٔ ادبی). خود این روزنامه نیز مانند دیگر روزنامه‌ها یک نسخهٔ کودکان نیز دارد. گروه رسانه‌ای اچ‌تی مدیا که هندوستان‌تایمز را چاپ می‌کند نیز خود دارای یک کانال رادیویی و یک شرکت آموزشی به نام اِستادی‌میت (StudyMate) است و به‌طور سالانه همایش‌هایی با حضور سخنوران مشهوری همچون دیان فون‌فورستنبرگ (طراح لباس)، کریستین لوبوتین (طراح کفش)، رابرت پولت (مدیرعامل سابق گوچی) و پاتریک نرمند (مدیر کارتیه) برگزار می‌کند. هندوستان تایمز متعلق به شاخهٔ ک.ک. بیرلا از خانوادهٔ بیرلا است.